# Plumelin
Plumelin település Franciaországban, Morbihan megyében. Lakosainak száma 2841 fő (2022. január 1.). Plumelin Moréac, Locminé, Moustoir-Ac, La Chapelle-Neuve, Guénin és Évellys községekkel határos.

## Népesség
A település népességének változása:
| Lakosok száma | 1864 | 1809 | 1748 | 2232 | 2714 | 2737 | 2723 | 2770 | 2753 | 2841 |
|               | 1968 | 1982 | 1990 | 2006 | 2013 | 2015 | 2017 | 2019 | 2020 | 2022 |